# Lengyel Aurél
Lengyel Aurél, Löwy (Nyíregyháza, 1879. május 6. – Budapest, 1941 körül) magyar bíró, ügyvéd, jogi író. 

## Élete
Lengyel (Löwy) Dávid fogházfelügyelő és Ungár Róza fia. A budapesti, a berlini és a párizsi egyetemeket látogatta. Jogi tanulmányainak elvégzése után bírósági szolgálatot teljesített, 1913 és 1920 között járásbíróként az igazságügyi minisztérium törvényelőkészítő osztályán dolgozott, számos törvénytervezet előkészítésében vett részt. Részt a Wekerle-Vázsonyi-féle választójogi tervezet kidolgozásában. 1920-ban nyugdíjazták, s ezt követően saját irodát nyitott. A Jogtudományi Közlöny című folyóirat mellékleteként megjelenő Büntetőjogi Döntvénytár időszakos bírósági határozatgyűjtemény egyik szerkesztője volt. Több rövidebb tanulmányt írt a fiatalkorúak bűnözéséről, valamint külföldi büntetőjogi intézményekről.

## Magánélete
Felesége Klein Bernát és Strauss Róza lánya, Klein Ilona (1887–1935) volt, akivel 1919. november 9-én Budapesten kötött házasságot.
Gyermeke Lengyel Aurél.

## Főbb munkái
- A bűntettekről és vétségekről szóló 1878. évi V. törvény (Budapest, 1909)
- A büntetőtörvény különös részének reformja (Budapest, 1914)